# Riserva naturale delle Baragge
La riserva naturale delle Baragge è un'area naturale protetta, più precisamente una riserva naturale a gestione regionale, istituita nel 1992, che si estende nelle province di Biella, Novara e Vercelli, in Piemonte.
L'area gode di particolari caratteristiche archeologiche, paesaggistiche, naturalistiche, floristiche e storiche e riguarda ventidue comuni di tre province: Biella, Vercelli e Novara.
Il territorio della riserva naturale è prevalentemente pianeggiante, ideali per escursioni podistiche (trekking) o a cavallo oppure ancora in bicicletta.

## Ente di gestione
L'ente preposto alla gestione, salvaguardia e valorizzazione delle zone protette è l'Ente di gestione delle aree protette del Ticino e del Lago Maggiore, con sede legale a Cameri (provincia di Novara) e sedi operative a Cerrione (BI); Albano Vercellese (VC) e Mercurago (NO).
La riserva naturale (territorio misto brughiera/praterie) si estende su 3.980 ettari e insiste su tutte e tre le province citate con sette distinte aree situate in ventidue i comuni, che possono essere suddivise in:
- - Baragge di Candelo (Biella): Benna, Candelo, Cossato, Massazza, Mottalciata, Salussola, Verrone, Villanova Biellese.[3]
- - Baragge di Rovasenda (Biella, Vercelli): Brusnengo, Castelletto Cervo, Gattinara, Lenta, Lozzolo, Masserano, Roasio, Rovasenda.[4]
- - Baragge di Piano Rosa (Novara): Cavaglio d'Agogna, Cavallirio, Cureggio, Fontaneto d'Agogna, Ghemme, Romagnano Sesia.[5]

L'ente ha in gestione anche aree protette del Lago Maggiore; del Parco del Ticino piemontese; del Lago d'Orta; del Sesia; aree protette biellesi come la Riserva Naturale del Parco Burcina "F. Piacenza"; Riserva naturale Spina Verde e la Riserva naturale della Bessa (territorio di natura morenica ricco di residui di oro).

## Descrizione
La riserva naturale delle Baragge è costituita da sette porzioni differenti di territorio attraversate da strade statali, provinciali e comunali che ne facilitano l'accesso da uno qualsiasi dei ventidue comuni interessati. Tali aree sono attraversate inoltre da una fitta rete di percorsi ciclabili.
La fitta brughiera caratterizzata da felci aquiline e brugo, alternata a vaste distese di prateria, che fa apparire la zona simile per certi versi alla savana africana, è posizionata su un altopiano ad un'altitudine che varia dai 150 ai 340 metri. Offre incomparabili scenari che, movimentati dalla presenza di numerose greggi di pecore, mutano nei colori con il mutare delle stagioni.
Il Baraggione che si estende fra Candelo e Cossato è quello più vasto e conosciuto, anche per la presenza di un antico ricetto - il Ricetto di Candelo - costituito da un nucleo fortificato in epoca medioevale all'interno del quale si svolgono manifestazioni culturali e rievocazioni storiche. La zona è riconosciuta come Sito di interesse comunitario cod. IT1130003 (Baraggia di Candelo).
Verso le Baragge vercellesi, a Castellengo, presso Cossato, è ubicato l'Ecomuseo del Cossatese e delle Baragge. Di rilievo l'antica chiesa dei santi Pietro e Paolo e il castello che la sovrasta.
Inclusi nel territorio delle Baragge biellesi sono anche la brughiera che sorge attorno a Verrone e il centro storico di Masserano (con il castello edificato dell'XI, il priorato cluniacense di Castelletto Cervo (XIII secolo). Il castello di Rovasenda e l'area nei pressi dell'omonimo torrente sono invece parte della provincia di Vercelli e sono riconosciute come Sito di interesse comunitario cod. IT1120004 (Baraggia di Rovasenda)..
La Baraggia novarese del Piano Rosa si estende sul lato orientale del fiume Sesia, nel triangolo Gattinara - Ghemme - Romagnano Sesia; è riconosciuta come SIC cod. IT1150007 (Baraggia di Piano Rosa).
Luoghi di particolare interesse storico-turistico sono, a Roasio, la chiesa romanica di Sant'Eusebio dei Pecurilli e, vicino a Gattinara, il santuario della Madonna di Rado.